# Siarhiej Amialusik
Siarhiej Michajławicz Amialusik (biał. Сяргей Міхайлавіч Амялюсік, ros. Сергей Михайлович Омелюсик, Siergiej Michajłowicz Omieliusik; ur. 7 kwietnia 1967 w Mohylewie) – białoruski piłkarz występujący na pozycji napastnika.

## Kariera klubowa
Wychowanek szkoły sportowej DJuSSz Mohylew z rodzinnego Mohylewa. Następnie jako stypendysta uczył się i trenował w ROSzISP Mińsk. W 1985 roku został zawodnikiem Dynama Mińsk i rozpoczął grę w drużynie rezerw tego klubu. W 1986 roku zaliczył 2  oficjalne występy w pierwszym zespole: z Zenitem Leningrad w Pucharze ZSRR (1:0) oraz z Metallistem Charków w Pucharze Federacji ZSRR (0:1).
Na początku 1987 roku Amialusik przeniósł się do Dynama Brześć prowadzonego przez Liudasa Rumbutisa. Spędził tam łącznie 5 kolejnych sezonów na poziomie Wtorajej ligi ZSRR, będąc podstawowym napastnikiem drużyny. W sezonie 1987, 1989, 1990 i 1991 był najskuteczniejszym strzelcem w zespole. W 1989 roku gazeta Fizkulturnik Biełorusii wybrała go najlepszym białoruskim graczem na trzecim poziomie rozgrywkowym.
W lutym 1990 roku wypożyczono go z Dynama Brześć do polskiego klubu Motor Lublin. 4 marca 1990 zadebiutował w I lidze w zremisowanym 0:0 spotkaniu przeciwko Widzewowi Łódź, w którym został zmieniony w przerwie przez Zbigniewa Grzesiaka. Amialusik stał się tym samym drugim po Siarhieju Alejnikaule  białoruskim piłkarzem w lidze zagranicznej, a także pierwszym obcokrajowcem w historii Motoru. 10 marca 1990 strzelił on swoją jedyną bramkę w lidze polskiej w meczu z GKS Katowice (2:2). Ogółem rozegrał on w barwach Motoru Lublin 5 spotkań i zdobył 1 gola.
W 1992 roku – po uzyskaniu przez Białoruś niepodległości od Związku Radzieckiego – Amialusik jako kapitan zespołu rozpoczął z Dynamą Brześć grę w nowopowstałej Wyszejszajej lidze. Zadebiutował w niej 18 kwietnia 1992 w spotkaniu przeciwko Tarpiedzie Mohylew (1:1). 13 maja tego samego roku zanotował pierwszy występ w rozgrywkach Pucharu Białorusi w wygranym 4:1 meczu z Chimikiem Swietłahorsk, w którym strzelił gola. 17 września 1992 w spotkaniu z Abutnikiem Lida (5:0) zdobył pierwszego hat tricka w historii Dynamy Brześć w lidze białoruskiej.
W przerwie zimowej sezonu 1992/93 Amialusik odszedł do Tarpiedy Mohylew. W 1994 roku grał na wypożyczeniu w Fandoku Bobrujsk, z którym dotarł do finału Pucharu Białorusi 1993/94, a także wystąpił w Pucharze Zdobywców Pucharów 1994/95, gdzie jego zespół uległ w rundzie wstępnej KF Tirana.
Na początku 1995 roku Amialusik został wypożyczony do izraelskiego Shimshon Tel Awiw (Liga Artzit), gdzie w 22 spotkaniach zdobył 4 gole. Po powrocie do Tarpiedy Mohylew występował w tym klubie przez kolejne 1,5 sezonu w rodzimej ekstraklasie. W połowie 1997 roku przeszedł do rosyjskiego zespołu Fabus Bronnicy, dla którego na poziomie Trietjej ligi PFL rozegrał 28 meczów i strzelił 6 bramek. W 1998 roku zakończył grę w piłkę nożną.

## Kariera trenerska
W latach 2003–2008 Amialusik pełnił funkcję asystenta trenera Andreja Chlebasołaua w klubie FK Baranowicze.